# Barbaros : Épée de la Méditerranée
Barbaros : Épée de la Méditerranée (Barbaroslar: Akdeniz'in Kılıcı) est une série télévisée turque en 32 épisodes de 120 à 150 minutes, produite par ES Film et diffusée entre le 16 septembre 2021 et le 26 mai 2022 sur TRT 1.
La série décrira la vie de Khayr ad-Din Barberousse, un « corsaire Pacha » de l'Empire ottoman.

## Synopsis
La série détaille la vie de Khayr ad-Din Barberousse et de ses frères.

## Distributions

### Acteurs principaux
- Ulaş Tuna Astepe (tr) : Khayr ad-Din Barberousse[2]
- Engin Altan Düzyatan : Arudj Barberousse[4]
- Yetkin Dikinciler (tr) : İshak Ağa
- Caner Topcu : İlyas Reis
- Pelin Akil (tr) : Isabel
- Yiğit Özşener (tr) : Pietro
- Bahadır Yenişehirlioğlu : Derviş
- Devrim Evin (tr) : Antoine
- Gülcan Arslan : Despina
- Melis Babadağ : Zeynep

Photos des acteurs principaux
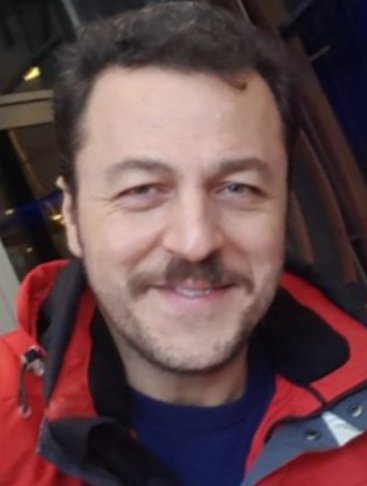
Yetkin Dikinciler interprète İshak Ağa
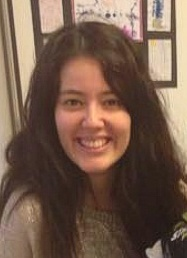
Pelin Akil Altan interprète Isabel

### Acteurs récurrents
- İsmail Filiz : Kılıçoğlu Sahin Bey
- Serpil Özcan : Asiye
- Mehmet Ali Kaptanlar : Yorgo
- Mehmet Atay : Kılıç Bey
- Ümit Çırak : Slyvio
- Batuhan Bayar : Niko

## Production

### Développement
La série est écrite par Cüneyt Aysan, Ozan Aksungur et Oğuz Ayaz. La série est tournée à Istanbul. En collaboration avec l'Algérie, certaines scènes seront tournées dans le Maghreb algérien. Le tournage a commencé au cours des dernières semaines de mars 2021.

### Casting
Le casting des acteurs est toujours en cours,. Il a été initialement confirmé que Çağatay Ulusoy serait membre de la distribution et aurait un rôle principal, bien qu'il ait annoncé plus tard son départ de la série en raison d'un retard dans la production,. Engin Altan Düzyatan, qui a connu un grand succès grâce à son rôle d'Ertuğrul dans la série Diriliş: Ertuğrul, a annoncé qu'il participait à la série après avoir été surpris à l'extérieur d'un gymnase, il a répondu aux médias qu'il s'entraînait dur pour la nouvelle série Barbaros.

## Sortie
En juillet 2021, la série devait sortir en septembre de la même année. La première bande-annonce de la série est sortie le 20 juin 2021. Le 4 septembre, TRT 1 a publié une deuxième bande-annonce, révélant son titre, Barbaroslar : Akdeniz'in Kılıcı (traduction, Barbaros : Épée de la Méditerranée), et la date du premier épisode le 16 septembre.

## Épisodes
| Saison | Jours et horaire de diffusion | Début de saison   | Fin de saison | Nombre d'épisodes | Année     | Chaîne | Audience moyenne |
| ------ | ----------------------------- | ----------------- | ------------- | ----------------- | --------- | ------ | ---------------- |
| 1      | Jeudi 20 h                    | 16 septembre 2021 | 26 mai 2022   | 32                | 2021-2022 | TRT 1  | -                |

## Accueil

### Audiences
| Saison | Nombre d’épisodes | Diffusion originale | Diffusion originale | Diffusion originale | Diffusion originale            |
| Saison | Nombre d’épisodes | Années              | Début de saison     | Fin de saison       | Audience moyenne (en millions) |
| 1      | 32                | 2021-2022           | 16 septembre 2021   | 26 mai 2022         | 6.30                           |
| ------ | ----------------- | ------------------- | ------------------- | ------------------- | ------------------------------ |